# Grefsen

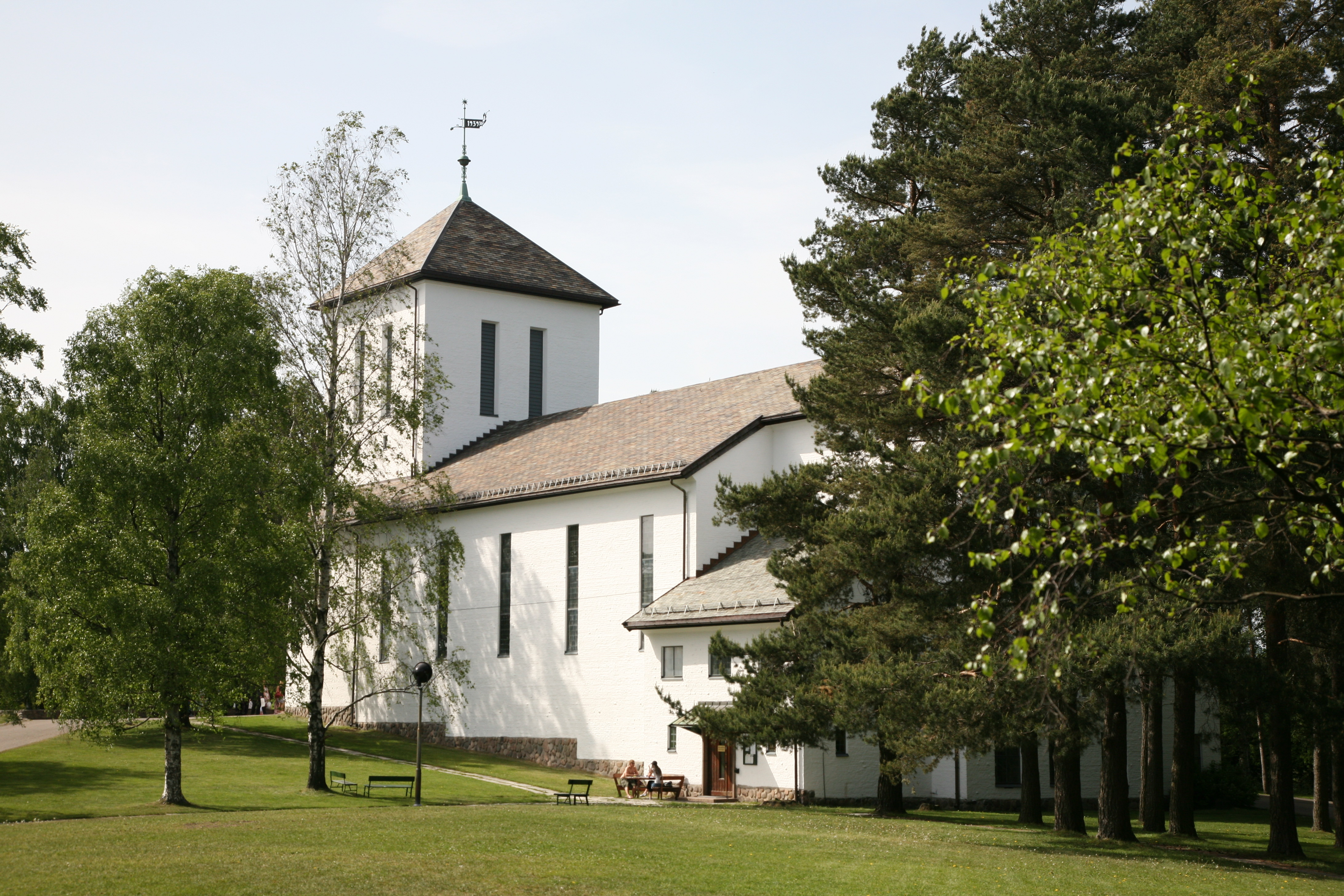
Grefsens kyrka.

Grefsen är ett område i den administrativa stadsdelen Nordre Aker i Oslo, med namn efter gården med samma namn. Den är belägen på sydsluttningen av den 114 meter höga skogsåsen Grefsenåsen.
Här låg tidigare den välkända, 1858 anlagda vattenkuranstalten Grefsen bad. 1909 övertogs kuranstalten av Norske kvinders sanitetsførening, som omvandlade det till sanatorium under namnet Grefsen folkesanatorium. Jon Alfred Mjøen, sanatoriets läkare, anlade 1902 strax intill ett privatsanatorium för bröstsjuka, Grefsen nye sanatorium.